# 科焦瓦
48°57′03″N 23°20′43″E / 48.95083°N 23.34528°E

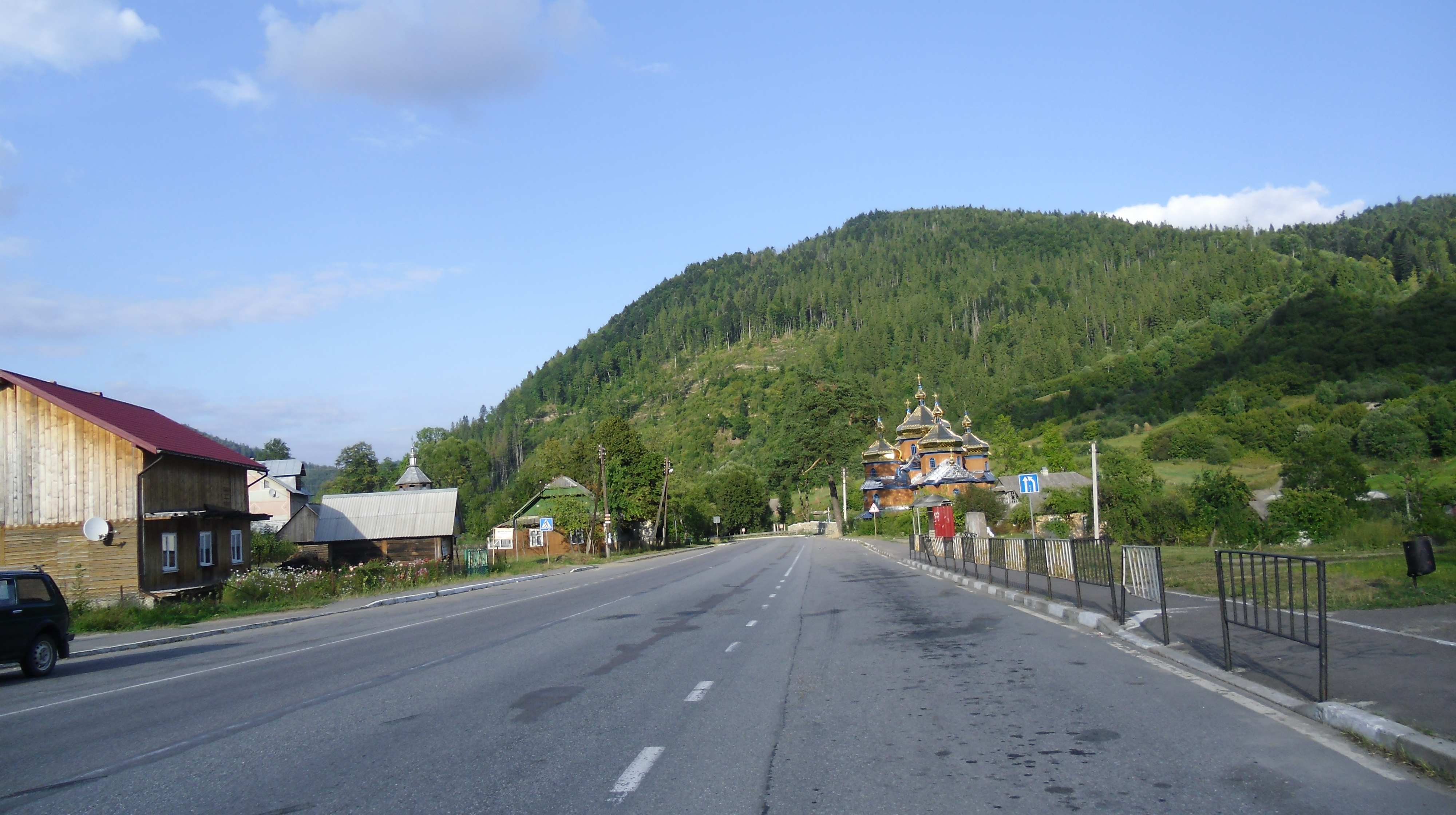
M06公路經過科焦瓦一景

科焦瓦（羅馬化：Koziova）是烏克蘭西部的村落，隸屬利維夫州斯特雷區同名市鎮，為該市鎮之行政中心，距離圖霍利卡約11公里，距離斯特雷約59公里，距離博萊希夫約77公里，距離穆卡切沃約100公里，距離利維夫市中心約128公里，始建於1538年，2001年人口960。